# Судзукі Аяно
Судзукі Аяно (яп. 鈴木綾乃; нар. 1 лютого 1990, префектура Тіба) — японська борчиня вільного стилю, бронзова призерка чемпіонату Азії.

## Життєпис
У 2007 році стала чемпіонкою Азії серед кадетів. 
Закінчила середню школу Абе Гакуїн, Токіо.

## Спортивні результати на міжнародних змаганнях

### Виступи на Чемпіонатах Азії
| Змагання                       | Збірна | Вагова категорія          | Місце  |
| ------------------------------ | ------ | ------------------------- | ------ |
| Чемпіонат Азії з боротьби 2013 | Японія | жіноча боротьба, до 48 кг | Бронза |

### Виступи на інших змаганнях
| Змагання                                         | Збірна | Вагова категорія          | Місце  |
| ------------------------------------------------ | ------ | ------------------------- | ------ |
| Klippan Lady Open 2008                           | Японія | жіноча боротьба, до 51 кг | Бронза |
| Austrian Ladies Open 2009                        | Японія | жіноча боротьба, до 48 кг | Срібло |
| Золотий Гран-прі з боротьби 2009                 | Японія | жіноча боротьба, до 48 кг | Бронза |
| Золотий Гран-прі з боротьби 2010 (Баку)          | Японія | жіноча боротьба, до 48 кг | Срібло |
| Відкритий міжнародний турнір «Sunkist Kids» 2010 | Японія | жіноча боротьба, до 48 кг | 5      |
| Відкритий міжнародний турнір «Sunkist Kids» 2011 | Японія | жіноча боротьба, до 51 кг | Золото |
| Золотий Гран-прі з боротьби 2012 (Баку)          | Японія | жіноча боротьба, до 48 кг | 8      |

### Виступи на змаганнях молодших вікових груп
| Змагання                                     | Збірна | Вагова категорія          | Місце  |
| -------------------------------------------- | ------ | ------------------------- | ------ |
| Чемпіонат Азії з боротьби серед кадетів 2007 | Японія | жіноча боротьба, до 52 кг | Золото |